# هاينريش فون مالتزان
البارون 
(بالألمانية: Heinrich Von Maltzan) ، (1826- 1874 عالم آثار ورحالة ألماني أهتم بحياة الشعوب الشرقية و خاصة العربية زار المغرب والجزائر و تونس كما زار مكة متنكرا في زي حاج و كتب تقريرا في 750 صفحة عن رحلته تلك.